# Militärisches Gesundheitswesen
Das militärische Gesundheitswesen umfasst alle Einrichtungen und Vorkehrungen einer Streitkraft, welche der Erhaltung und dem Schutz sowie der Wiederherstellung der Gesundheit von Menschen und Tieren, insbesondere auch der Vorbeugung und Feststellung von Krankheiten und deren medizinischer Behandlung einschließlich pflegerischer Maßnahmen durch zu diesem Zweck ausgebildetes und bestimmtes Personal dienen.
Die Einrichtungen des Sanitätswesens, der Wehrpharmazie, des Militärveterinärwesens und der klinischen Militärpsychologie sind Elemente des militärischen Gesundheitswesens.